# Copelatus aldabricus
Copelatus aldabricus är en skalbaggsart som beskrevs av J. Balfour-browne 1950. Copelatus aldabricus ingår i släktet Copelatus och familjen dykare. Inga underarter finns listade i Catalogue of Life.